# (17696) Bombelli
(17696) Bombelli es un asteroide perteneciente al cinturón de asteroides, descubierto el 8 de marzo de 1997 por Paul G. Comba desde el Observatorio de Prescott, Arizona, Estados Unidos.

## Designación y nombre
Designado provisionalmente como 1997 EH8. Fue nombrado Bombelli en honor al matemático italiano originario de Bolonia, Rafael Bombelli.

## Características orbitales
Bombelli está situado a una distancia media del Sol de 3,023 ua, pudiendo alejarse hasta 3,280 ua y acercarse hasta 2,766 ua. Su excentricidad es 0,085 y la inclinación orbital 9,708 grados. Emplea 1920 días en completar una órbita alrededor del Sol.

## Características físicas
La magnitud absoluta de Bombelli es 13,2. Tiene 7,793 km de diámetro y su albedo se estima en 0,183.